# Хьюмс, Мэри-Маргарет
Мэри-Маргарет Хьюмс (англ. Mary-Margaret Humes; род. 4 апреля 1954, Уотертаун, штат Нью-Йорк, США) — американская телевизионная актриса.
Хьюмс наиболее известна по своей роли Гейл Лири, матери главного героя, в длительном телесериале «Бухта Доусона», в котором она снималась с 1998 по 2003 год. За свою карьеру она появилась в более шестидесяти телесериалах и фильмах начиная с восьмидесятых, таких как «Рыцарь дорог», «Ти Джей Хукер», «Мэтлок», «Мерфи Браун», «Прикосновение ангела», «C.S.I.: Место преступления», «Анатомия страсти», «Говорящая с призраками», «Мыслить как преступник» и многих других. На большом экране она появилась в фильме 1981 года «Всемирная история, часть первая». В 1975 году она выиграла конкурс красоты «Мисс Флорида», а после участвовала в «Мисс США», где заняла третье место.